# Čierna (Słowacja)
Čierna – wieś (obec) na Słowacji położona w kraju koszyckim, w powiecie Trebišov. Pierwsze wzmianki o miejscowości pochodzą z roku 1214. 
Według danych z dnia 31 grudnia 2012, wieś zamieszkiwało 471 osób, w tym 245 kobiet i 226 mężczyzn.
W 2001 roku rozkład populacji względem narodowości i przynależności etnicznej wyglądał następująco:
- Słowacy – 7,08%
- Romowie – 1,11%
- Węgrzy – 89,6%

Ze względu na wyznawaną religię struktura mieszkańców kształtowała się w 2001 roku następująco:
- Katolicy rzymscy – 28,32%
- Grekokatolicy – 9,29%
- Ateiści – 0,22%
- Nie podano – 1,99%